# Cullison
Cullison is een plaats (city) in de Amerikaanse staat Kansas, en valt bestuurlijk gezien onder Pratt County.

## Demografie
Bij de volkstelling in 2000 werd het aantal inwoners vastgesteld op 98.
In 2006 is het aantal inwoners door het United States Census Bureau geschat op 96, een daling van 2 (-2,0%).

## Geografie
Volgens het United States Census Bureau beslaat de plaats een oppervlakte van
0,5 km², geheel bestaande uit land. Cullison ligt op ongeveer 621 m boven zeeniveau.

## Plaatsen in de nabije omgeving
Het onderstaande figuur toont nabijgelegen plaatsen in een straal van 20 km rond Cullison.